# Philibert Babou de La Bourdaisière

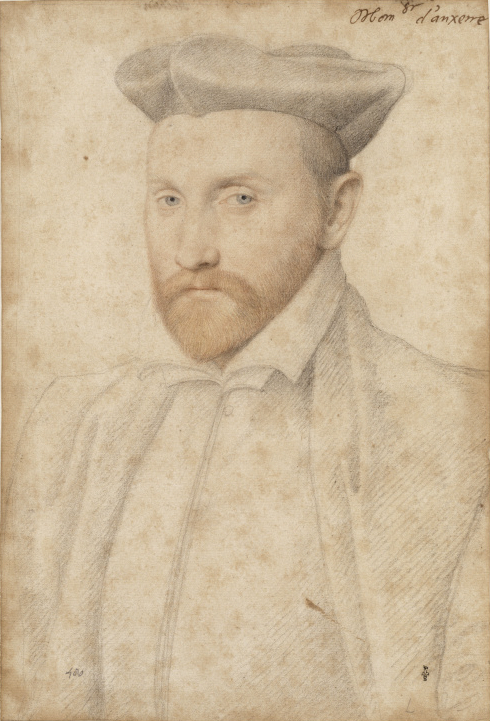
Philibert Babou de La Bourdaisière (Porträt von François Clouet, gegen Mitte des 16. Jh.)

Philibert Babou de La Bourdaisière (* 1513 im Château de La Bourdaisière in Montlouis-sur-Loire en Touraine; † 25. Januar 1570 in Rom) war ein französischer Kardinal des 16. Jahrhunderts.

## Leben
Philibert Babou de La Bourdaisière war der Sohn von Philibert Babou, Trésorier de l’Épargne unter König Franz I., und Marie Gaudin, Dame de la Bourdaisière et de Thuisseau, der Mätresse des Königs. Sein Bruder war Jacques Babou de La Bourdaisière, Bischof von Angoulême.
Im Alter von 20 Jahren wurde er 1533 als Nachfolger seines Bruders Bischof von Angoulême. In diesem Amt verbrachte er die nächsten 23 Jahre, ohne besonders aufzufallen – erst dann begann seine Karriere in der Kurie. 1556 war er in Rom, wo er von da an als Botschafter der Könige Heinrich II. (1547–1559), Franz II. (1559–1560) und Karl IX. (1560–1574) diente. 1557 wurde er Maître des requêtes, 1559 Dekan der Abtei Saint-Martin de Tours, 1560 Abt von Le Jard. Papst Pius IV. erhob ihn beim Konsistorium vom 26. Februar 1561 zum Kardinal, am 10. März 1561 wurde er zum Kardinalpriester von San Sisto ernannt. Am 17. November 1564 wurde er Kardinalpriester von Santi Silvestro e Martino ai Monti und am 14. Mai 1568 Kardinalpriester von Sant’Anastasia.
Seine hohen Ausgaben als Kardinal veranlassten den Papst, ihn in ein Bistum zu berufen, dessen Einkommen höher war als das in Angoulême. 1562 ernannte Pius IV. ihn zum Bischof von Auxerre, wobei er in seiner Bulle die finanzielle Motive dieser Entscheidung deutlich machte. Die Bulle wurde dem Kapitel von Auxerre am 13. April 1563 vorgelegt. Die Kanoniker waren erfreut, einen Kardinal als Bischof zu haben, erhoben jedoch die unabdingbare Forderung an den neuen Bischof, in der Diözese zu wohnen. Vor Ende April erhält das Kapitel einen Brief von Philibert Babou de La Bourdaisière, in dem er erklärt, dass er für eine lange Zeit abwesend sein werde, und ernennt seine Generalvikare: Mathieu de Macheco, Erzdiakon von Passy im Bistum Langres, und Gaspard Damy, der diese Aufgabe bereits für die beiden vorigen Bischöfe wahrgenommen hatte. Aber Macheco legte auch ein Schreiben des Königs aus Vincennes vor, in dem gesagt wird, er habe die Päpstliche Bulle geprüft und für angemessen befunden und den Bailli von Auxerre als seinen Stellvertreter angewiesen, Macheco (im Namen von Babou de La Bourdaisiére) zu empfangen. Das Domkapitel gehorchte und Macheco leistete den üblichen Antrittseid der Bischöfe.
Philibert Babou de La Bourdaisière nahm 1562/63 am Konzil von Trient teil und am Konklave von 1565/66, bei dem Pius V. als Papst gewählt wurde.
Als Philibert Babou am 12. Dezember 1563 auf Zahlung seines Zehnt an Karl IX. gedrängt wurde, verkaufte er mit Zustimmung des Papstes (der eine Bulle dazu herausgab) das Bischofspalais von Auxerre in Paris in der Nähe der Porte Saint-Michel, für 1600 Livre. Käufer war Guillaume Manault, Berater des Châtelet, der Verkauf wird vom oben erwähnten Erzdiakon von Langres abgewickelt, der in Auxerre unter dem Namen „Passy“ bekannt ist; er war nun Kanoniker in Auxerre und hatte seine Pfründe am 20. September 1563 erlangt.
Am 2. Mai 1565 schrieb das Domkapitel an Babou de La Bourdaisière und bat darum, zwei Pfründe aufzuheben, sowie um seine Anwesenheit, da sie wegen der Zunahme des Calvinismus in der Stadt und der Diözese besorgt waren. Auf Wunsch des Dekans von Auxerre solle sich zudem der Bischof von Langres am 15. Februar 1566 in Auxerre einfinden, um mehrere dringende Angelegenheiten zu regeln. Babou antwortete nicht vor 1566 auf dieses Schreiben, auch nur, um seine Abwesenheit zu rechtfertigen, am 4. November 1566 dann legte Macheco ein königliches Genehmigungsschreiben vor, woraufhin das Domkapitel entschied, die Abwesenheit des Bischofs zukünftig nicht mehr zu erwähnen. Die Zeit zeigte, dass die Kanoniker zu Recht besorgt waren: Die Jansenisten hielten Auxerre vom 27. September 1567 bis zum März 1568 besetzt, es kam zu vielen Zerstörungen, vor allem in den Häusern der Kanoniker, so dass diese den Bischof in Person seiner Vikare bitten mussten, provisorisch im Bischofspalast von Auxerre untergebracht zu werden, bis die Schäden behoben seien. Der Bischof wurde von ihnen auch gebeten, einen Beitrag zur Reparatur der geplünderten und beschädigten Kathedrale von Auxerre zu leisten.
Während seiner Amtszeit als Bischof von Auxerre kam Babou de La Bourdaisiére mindestens einmal aus Rom nach Paris, wo er sich am 7. Juni 1566 in der Abtei Saint-Victor aufhielt, er übertrug ein Kanonikat an Jean des Roches, einen Geistlichen aus dem Erzbistum Tours, der in Rom sein Sekretär war. Es wird auch erwähnt, dass der „Bischof von Auxerre“ im September 1568 anwesend war, als das Edikt von Saint-Maur verkündet wurde, mit dem jede Religion außer der katholischen verboten wurde, sowie an einer Prozession gegen die Hugenotten am 2. Juli 1569 teilnahm – es ist aber auch möglich, dass es sich hier um Philippe de Lénoncourt handelt, Babou de La Bourdaisières noch lebenden unmittelbaren Vorgänger in Auxerre, der diesen Titel noch verwendete, ohne Verwirrung zu stiften, da Babou besser unter dem Namen „Kardinale de La Bourdaisiére“ bekannt war.
Am 4. Juni 1567 trat Philibert Babou de La Bourdaisiére als Bischof von Angoulême zurück. Er starb unerwartet am 26. Januar 1570 in Rom, 57 Jahre alt. Sein Tod wurde dem Domkapitel von Auxerre am 20. Februar mitgeteilt.
Von einer nicht bekannten Frau hatte Philibert Babou de La Bourdaisière einen Sohn, Alphonse Babou de La Bourdaisière, der Erbe seines Vaters wurde. Einer dessen Nachkommen war Fabrice Babou de La Bourdaisière, Bischof von Cavaillon von 1624 bis 1646.